# Уједињено Краљевство
Уједињено Краљевство Велике Британије и Северне Ирске (енгл. United Kingdom of Great Britain and Northern Ireland), понекад кратко Уједињено Краљевство — скраћено УК (енгл. United Kingdom — скраћено UK), понекад познато и као Велика Британија и Северна Ирска (енгл. Great Britain and Northern Ireland), или колоквијално као Велика Британија — ВБ (енгл. Great Britain — GB) или само Британија (енгл. Britain), држава је у западној Европи. Састоји се од четири саставне земље. Три се већим делом налазе на острву Велика Британија: Енглеска, Велс и Шкотска, док се четврта, Северна Ирска, налази се на острву Ирска и граничи се са Републиком Ирском. Главни и највећи град је Лондон.
Подручје Уједињеног Краљевства је континуирано насељено од неолита. Од 43. године нове ере почело је римско освајање Британије, након чега је уследило англосаксонско насељавање. Године 1066. одвило се норманско освајање Енглеске. Завршетком ратова ружа, Енглеска се стабилизовала и почела да расте на моћи, што у 16. веку довело до анексије Велса и успостављања Британске империје. Током 17. века улога британске монархије је смањена, посебно после енглеског грађанског рата. Године 1707. Краљевина Енглеска и Краљевина Шкотска су се ујединиле и успоставиле Краљевство Велике Британије. Закони о унији из 1800. довели су Краљевину Ирску под окриље Велике Британије, након чега је формирано Уједињено Краљевство Велике Британије и Ирске. Већи део Ирске се отцепио од Уједињеног Краљевства током 1922. године, док је 1927. створено садашње Уједињено Краљевство.
Уједињено Краљевство је постало прва индустријализована земља и водећа светска сила током већег дела 19. и почетка 20. века, посебно између 1815. и 1914. Британска империја је била водећа економска сила током већег дела 19. века, што је додатно поспешио њен пољопривредни просперитет, доминантни сектор трговине, огроман индустријски капацитет, значајна технолошка достигнућа и успон Лондона из 19. века као главног светског финансијског центра. На свом врхунцу 1920-их, Британска империја је обухватала скоро четвртину светске копнене масе и становништва, а такође је било највеће царство у историји. Међутим, учешће у Првом и Другом светском рату оштетило је економску моћ Уједињеног краљевства, а глобални талас деколонизације довео је до независности већине британских колонија.
Уједињено Краљевство је уставна монархија и парламентарна демократија. Такође је развијена земља, уз шесту економију по номиналном БДП-у на свету, као и четврти највећи извозник. Уједињено Краљевство је држава са нуклеарним оружјем, а такође има један од највећих војних буџета на свету. Уједињено Краљевство је стална чланица Савета безбедности УН од његовог првог заседања 1946. Чланица је Комонвелта нација, Савета Европе, Г7, ОЕСР и НАТО. Енглески језик је најраспрострањенији језик на свету и трећи по броју матерњих говорника.

## Етимологија
Велика Британија, понекада звана само Британијом, географско је име за највеће од Британских острва, и подразумева копно Енглеске, Велса и Шкотске, а понекад подразумева и њихова острва. У медијима се често уместо Уједињеног Краљевства користи термин „Британија“. Атрибут „велика“ се користи као супротност „малој Британији“ у Француској. Сама реч Британија потиче од Брита, келтских племена која су насељавала острво Велика Британија.

## Географија

### Границе и положај
Држава заузима највећи део Британских острва и обухвата острво Велика Британија, североисточну шестину острва Ирска и нека мања околна острва. Укупна површина Уједињеног Краљевства је приближно 243.610 km². Налази се између Атлантског океана и Северног мора. Југоисточна обала Велике Британије се приближава на 35 km од обале северне Француске, од које је одвојена Ламаншом.
Краљевска опсерваторија у Гриничу у Лондону је почетна тачка нултог меридијана. Уједињено Краљевство се налази између 49° и 61 °CГШ, и између 9° ЗГД и 2° ИГД. Северна Ирска има 360 km дугу границу са Републиком Ирском. Обала Велике Британије је дуга 17.820 km. Велика Британија је повезана са континенталном Европом кроз Евротунел, дугачким 50 km (38 km под водом) и то је најдужи подморски тунел на свету.
Енглеска са 130.395 km² обухвата више од половине територије Уједињеног Краљевства, затим следи Шкотска са 78.772 km², односно нешто мање од трећине површине државе. Шкотска обухвата и више од осам стотина острва северно и западно од главног копна, а најзначајније групе острва су Хебриди, Оркнијска острва и Шетландска острва. Велс са 20.779 km² обухвата око десетине површине, а најмања је Северна Ирска са површином 14.160 km².
Уједињено Краљевство се налази уз најпрометнији део светског мора — Ламанш што у данашње доба представља изузетно повољан прометно-географски положај. У прошлости, док се живот Европе одвијао уз Средоземље, географски положај Уједињеног Краљевства је био периферан. У доба великих географских открића, а посебно након открића Америке, положај на Атлантском океану постаје јако важан јер је Велика Британија служила као одскочна даска на путовању из Европе у Америку. Острвски положај је имао и позитивне (ширење заразних болести, одбрана од нападача) и негативне (изолованост) стране. С друге стране Ламанша налази се најразвијенији део Европе чији позитивни утицаји повољно делују на привредни и друштвени развој. Повољан прометно-географски положај од Уједињеног Краљевства је створио светску велесилу, а данас га одржава у самом врху.

### Воде
Најдужа река у Уједињеном Краљевству је Северн која протиче кроз Енглеску и Велс. Остале веће реке у Енглеској су Темза, Хамбер, Тиз, Тајн, Твид, Ејвон, Екс и Мерзи.

### Рељеф
Британско и Ирско острво је врло старог палеозојског и мезозојског постанка. Узвишења су снижена и заобљена, а стене су изразито богате рудама што је посебно позитивно утицало за време Прве индустријске револуције.
У рељефу Велике Британије истичу се висије, побрђа и низије.

#### Висије
Налазе се у северном делу Шкотске (највиши врх Бен Невис, 1.343m) и нешто мало у северном Велсу. Планине су оголеле па су врло лоши услови за производњу хране због чега су и врло ретко насељене. Висије се користе за испашу оваца.

#### Побрђа
Састоје се од Јужног шкотског побрђа у Шкотској и Пенина у Енглеској. Побрђа су старе громадне планине, благо таласасте и прекривена травама, а не прелазе висину од 1.000 m. Пенини су настали каледонском орогенезом те су богати рудама, а поготово угљем што је крајем 18. века и почетком 19. века био темељ Прве индустријске револуције.

#### Низије
На северу се налази Средишња шкотска низија, а на југу острва Енглеска низија. Средишња шкотска низија је најгушће насељени део Шкотске где се налази већина шкотског становништва. На плодном тлу су повољни услови за развој пољопривреде, а развој индустрије су олакшала богата налазишта угља. На југу Велике Британије налази се Енглеска низија где је највећа концентрација становништва и индустрије. На додиру Пенина и Енглеске низије налази се Бирмингем - најјаче индустријско средиште Краљевства. У јужном делу низије налази се Лондон- политичко и економско средиште УК. Северна Ирска претежно је брдовита са бројним плодним низијама. Највећа концентрација становништва је у Белфасту. Низије се користе за пољопривредну производњу, а брдски пашњаци за испашу стоке.

#### Природна основа
На данашњи изглед Британског острва веома је утицало ледено доба, кад се ледени слој протезао са севера Европе и на Британско острво, на југ све до данашњег тока реке Темзе.
По завршетку леденог доба, ниво мора се подиже, па Велика Британија и Ирска постају острва. Потапањем долина и делова равница настају велики заливи. На западној обали Шкотске настали су фјордови.

### Клима
Клима је атлантска, при чему је источни део сувљи од западног. Падавине су најчешће у облику кише и равномерно су распоређене током целе године. Честе су и густе магле, које се стварају захваљујући влажном и топлом ваздуху са Атлантског океана.

### Флора и фауна
У 1993. години 10% је било пошумљено, 46% је било под пашњацима, док се 25% користило за пољопривреду.

## Историја

### Праисторија и стари век
Досељавање анатомских предака данашњих људи догодило се у таласима почевши од пре 30.000 година. Сматра се да је на крају праисторијског периода становништво углавном припадало култури која је названа Острвска келтска култура и која је обухватала бритонску Британију и гелску Ирску. Римско освајање, које је почело 43. године, потоња 400-годишња владавина над јужном Британијом и инвазије германских англосаксонских досељеника смањили су бритонску територију на област Велса.

### Средњи век
Већина области насељена Англо-Саксонцима је уједињена у Краљевину Енглеску у 10. веку. У међувремену, гелски народи у северозападној Британији (сродни онима из североисточне Ирске и за које се традиционално верује да су одатле мигрирали у 5. веку) су се ујединили са Пиктима и основали Краљевство Шкотску у 9. веку.
Нормани из Француске су 1066. напали Енглеску и након њеног освајања, покорили су и велике делове Велса и Ирске и били су позвани да се населе у Шкотској, доневши у сваку државу феудализам по угледу на северну Француску и норманско-француску културу. Норманске елите су имале велики утицај, али су на крају асимиловани у локалне културе. Потоњи средњовековни енглески краљеви су довршили освајање Велса и вршили неуспешне покушаје да припоје Шкотску. Отада је Шкотска одржала своју независност, мада је била у скоро сталним сукобима са Енглеском. Енглески монарси су, због наслеђивања значајних територија у Француској и претензија на француски престо, били дубоко увучени ратове у Француској, од којих је најпознатији Стогодишњи рат, док су краљеви Шкота били у савезу са Французима у овом периоду.

### Нови век
Почетак новог века су обележили верски ратови проистекли из реформације и увођења протестантских државних цркава у свакој држави. Велс је био потпуно интегрисан у Краљевство Енглеску, а Ирска је била образована као краљевство у персоналној унији са енглеском круном. У данашњој Северној Ирској, земља која је припадала независном католичком гелском племству је конфискована и дата протестантским насељеницима из Енглеске и Шкотске.
Краљевства Енглеска и Шкотска су 1603. уједињене у персоналну унију када је шкотски краљ Џејмс VI Стјуарт наследио круне Енглеске и Ирске и преместио свој двор из Единбурга у Лондон. Ипак, свака држава је остала посебан политички ентитет и задржала је своје засебне политичке, законске и верске установе.
Средином 17. века сва три краљевства су била увучена у низ испреплетаних ратова (међу њима и Енглески грађански рат), који су довели до привременог збацивања монархије и оснивања краткотрајне унитарне републике Комонвелта Енглеске, Шкотске и Ирске.
Иако је монархија била обновљена, њена обнова (уз Славну револуцију из 1688) осигурале су да, за разлику од остатке Европе, краљевски апсолутизам не однесе превагу и да католици никада не наследе престо. Устав Велике Британије ће се развити на основу уставне монархије и парламентарног система. Током овог периода, посебно у Енглеској, развој ратне морнарице (и занимање за Велика географска открића) ће довести до успостављања и насељавања прекоморских колонија, нарочито у Северној Америци.

### Краљевство Велика Британија
Уједињено Краљевство Велика Британија је настало 1. маја 1707. након усвајања Закона о Унији у парламентима Енглеске и Шкотске чиме је ратификован Споразум о унији из 1706.
У 18. веку развила се институција владе за време Роберта Волпола, de facto првог премијера (1721—1742). Низом Јакобитских устанака је покушано да се са британског престола збаци протестантска династија Хановер и да се врати католичка династија Стјуарт. Јакобити су коначно поражени у бици код Калодена, након чега је дошло до насилног умиривања шкотских горштака. Британске колоније у Северној Америци које су се одвојиле од Британије у Америчком рату за независност су 1782. основале САД. Британске империјалне амбиције су се окренуле за другим областима, нарочито ка Индији.
Током 18. века, Британија је била укључена у атлантску трговину робљем. Процењује се да је Британија пребацила око 2 милиона робова из Африке у Америку пре него што је забранила трговину робљем 1807.

### Уједињено Краљевство Велике Британије и Ирске
Термин „Уједињено Краљевство“ је постао званичан 1801. када су парламенти Велике Британије и Ирске усвојили Законе о унији, ујединивши две државе у Уједињено Краљевство Велике Британије и Ирске.
Почетком 19. века Индустријска револуција је почела да преображава земљу. Она је полако довела до отклона политичке моћи од старих торијевских и виговских земљопоседничких класа ка новим индустријалцима. Савез трговаца и индустријалаца са виговцима ће довести до оснивања нове Либералне странке, чије су идеологије биле слободна трговина и лесе фер. Парламент је 1832. усвојио Акт о великим реформама, којим је почео пренос политичке моћи са аристократије на средњу класу. На селу је ограђивање земљишта протеривало ситне фармере. Варошице и градови су почели да примају нову урбану радничку класу. Мало обичних радника је имало право гласа и они су оснивали своје организације у виду синдиката.
Након пораза Француске у Револуционарним и Наполеонским ратовима (1792–1815), Уједињено Краљевство је постала главна поморска и империјална сила 19. века (са Лондоном као највећим градом на свету од око 1830). Без ривала на мору, британска доминација ће касније бити описивана као Pax Britannica. До Велике изложбе 1851, Британија је била називана „радионицом света“. Британска империја је проширена тако да је обухватала Индију, велике делове Африке и многе друге територије широм света. Поред формалне контроле коју је Велика Британија имала над својим колонијама, британска доминација већим делом светске трговине је значило да је она фактички контролисала привреде многих земаља, попут Кине, Аргентине и Сијама. У унутрашњој политици, политички ставови су фаворизовали политике слободне трговине и лесе фера и постепено проширивање бирачких права. Током 20. века, популација се нагло повећала, што је пратила брза урбанизација, што је изазвало значајне друштвене и политичке тешкоће. Након 1875. индустријски монопол Уједињеног Краљевства су угрожавали САД и Немачко царство. Да би потражила нова тржишта и изворе сировина, Конзервативна странка за време Бенџамина Дизраелија је покренула период империјалистичких експанзија у Египту, Јужној Африци и другим територијама. Канада, Аустралија и Нови Зеланд су постали самоуправни доминиони.
Друштвене реформе и самоуправа Ирске су постали важно унутрашње питање након 1900. Лабуристичка странка је настала 1900. из савеза синдиката и малих социјалистичких група, док су суфражеткиње избориле за женско право гласа пре 1914.
Уједињено Краљевство се борило уз Француску, Русију и (након 1917) САД против Немачке и њених савезница у Првом светском рату. Британски војници су се борили широм Британске империје и у неколико области Европе, нарочито на Западном фронту. Велике жртве рововског рата су изазвале губитак већег дела једне генерације мушкараца, са дугим друштвеним последицама у држави и великим потресима друштвеног поретка.

### Уједињено Краљевство Велике Британије и Северне Ирске
После рата Уједињено Краљевство је добило мандат Друштва народа над бројним немачким колонијама и османским територијама. Британска империја је достигла свој највећи обим, заузимајући петину светског копна и четвртину светског становништва. Међутим, Уједињено Краљевство је имало 2,5 милиона жртава и изашла је из рата са огромним националним дугом. Успон ирског национализма и спорови у Ирској око услова Ирске самоуправе су на крају довели до поделе острва 1921, а Ирска Слободна Држава је 1922. постала независна са статусом доминиона. Северна Ирска је остала део Уједињеног Краљевства. Низ штрајкова средином 1920-их је кулминирао са генералним штрајком 1926. године. Уједињено Краљевство се још увек није опоравило од последица Првог светског рата када се догодила Велика депресија (1929–1932). Ово је за последицу имало значајну незапосленост и потешкоће у старим индустријским областима, као и политичке и друштвене немире током 1930-их. Коалициона влада је образована 1931.
Уједињено Краљевство је ушло у Други светски рат објавом рата нацистичкој Немачкој 1939. након немачке инвазије на Пољску. Винстон Черчил је 1940. постао премијер и вођа коалиционе владе. Упркос поразима својих европских савезника у првој години рата, Уједињено Краљевство је наставило да се само бори против Немачке. Краљевско ваздухопловство је поразило немачки Луфтвафе у борби за контролом над небом током битке за Британију. Уједињено Краљевство је претрпело велику штету током Блица. Касније, Уједињено Краљевство је тешком муком однело победе у бици за Атлантик, Северноафричкој и Бурманској кампањи. Британске снаге су имале важну улогу у искрцавање у Нормандији 1944, заједно са америчким снагама. Након немачког пораза, Уједињено Краљевство је била једна од три велике силе које су планирале послератни (геополитички) свет и једна од првих потписника Декларације Уједињених нација. Уједињено Краљевство је постало једно од пет сталних чланица Савета безбедности. Међутим, рат је значајно ослабио државу и она је финансијски зависила од Маршаловог плана и позајмица из САД.
У непосредним послератним годинама, лабуристичка влада је покренула радикалан програм реформи, које су имале значајан утицај на британско друштво у следећим деценијама. Најважнија индустријска и јавна предузећа су национализована. Успостављена је држава благостања и Национална здравствена служба, свеобухватни здравствени систем који је финансирала држава. Успон национализама у колонијама се поклопио са све слабијом економском моћи Британије, па је политика деколонизације била неизбежна. Независност је 1947. прво призната Индији и Пакистану. У наредне три деценије већина колонија Британске империје је стекла независност. Многе бивше колоније су постале део Комонвелта.
Иако је Уједињено Краљевство била трећа држава на свету која је развила свој нуклеарни програм (са првом пробом атомске бомбе 1952), нова послератовска ограничења британске међународне улоге су се показале током Суецке кризе 1956. године. Раширена употреба енглеског језика у свету је обезбедила стални међународни утицај британске књижевности и културе. Од 1960-их њена популарна култура је такође утицајна у свету. Због недостатка радне снаге током 1950-их, влада Уједињеног Краљевства је подстицала имиграцију из земаља Комонвелта. У следећим деценијама Уједињено Краљевство је постало мултиетничко друштво. Упркос порасту животног стандарда крајем 1950-их и 1960-их, британска привреда није била успешна као привреде њених конкурената, као што су Западна Немачка и Јапан. Уједињено Краљевство је 1973. постало члан Европске економске заједнице, а кад је ЕЕЗ прерасла у Европску унију 1992, Уједињено Краљевство је било једно од 12 држава оснивача.
Крајем 1960-их у Северној Ирској је избило међуверско насиље које се обично назива „Невоље“. Сматра се да је конфликт окончан белфастским Споразумом на Велики петак 1998. године.
Након периода економског пада и индустријске кризе током 1970-их, конзервативна влада Маргарет Тачер из 1980-их је покренула радикалну политику монетаризма и дерегулације (нарочито у финансијском сектору) и тржишту рада. Влада је приватизовала државне компаније и повукла субвенције другим привредницима. Због овога су се појавиле висока незапосленост и социјални немири, али је политика на крају довела до економског рата, нарочито у услужном сектору. Од 1984. привреди Уједињеног Краљевства је значајно помогао прилив прихода од експлоатације нафте из Северног мора. Неочекивана победа у Фолкландском рату је повратила Уједињеном Краљевству утицај у светској политици.
Крајем 20. века извршене су велике промене у управљању Уједињеним Краљевством оснивањем деволуисаних управа за Шкотску, Велс и Северну Ирску. Актом о људским правима из 1998. прихваћена је Европска конвенција о људским правима. Уједињено Краљевство је још увек важан дипломатски и војни фактор у свету, које има водеће улоге у Европској унији, Уједињеним нацијама и НАТО пакту. Међутим, око учешћа Уједињеног Краљевства у недавним војним операцијама, нарочито у Авганистану и Ираку се још воде полемике.
Уједињено Краљевство тренутно покушава да се опорави од пада услед светске економске кризе из 2008. Тренутно је на власти коалициона конзервативно-либерална влада која је увела мере штедње са циљем да реше велики буџетски дефицит. Осим економских потешкоћа, влада се суочава и са појединим сепаратистичким тежњама у прекоморским територијама, али и у конститутивним ентитетима. У Шкотској је 18. септембра 2014. одржан историјски референдум о независности. Тесном већином, од 55,3% Шкоти су се одлучили за останак у заједници. Надајући се позитивном исходу за шкотске сепаратисте, сличне референдуме су најавили и други келтски националистички покрети у Северној Ирској, Велсу, али и Корнволу.
2016. године, 51,9 процената гласача у Уједињеном Краљевству је изгласало да земља напусти Европску унију. Званични процес изласка из ЕУ почео је 29. марта 2017. године, са позивањем Уједињеног Краљевства на Члан 50 Споразума Европске уније, чиме је формално исказана намера државе да напусти ЕУ. Овај члан је утврдио да ће преговори о изласку трајати најмање две године. Уједињено Краљевство је остало пуноправан члан уније све до 31. јануара 2020. године.

## Привреда
До 18. века, Уједињено Краљевство је било аграрно-рурална земља подељена на грофовије. Појавом парне машине пред крај 18. века у Уједињеном Краљевству се спроводи Прва индустријска револуција. Подижу се градови близу рудника железа и угља јер је транспорт сировина на веће удаљености био неисплатив. Будући да је било неизводиво превожење радника близу фабрика подижу се радничка насеља чиме започиње процес индустријске урбанизације. У том раздобљу настају бројни нови градови, а постојећи градови се проширују. Спајањем суседних градова настају конурбације којих у УК има седам: Велики Лондон, Бирмингем, Ливерпул, Манчестер, Лидс и Бредфорд, Њукасл и Глазгов. Крајем 19. века изумом електричне енергије и Другом индустријском револуцијом индустријски погони су се могли слободније размештати у простору.
УК је колевка индустријске револуције због традиције мануфактуре, богатих налазишта сировина, поморске оријентације на колоније и техничких и технолошких иновација. Захваљујући индустријским производима и трговином по целом свету релативно мала острвска држава постаје најбогатија на свету. У 20. веку светски су ратови, економске кризе, распад колонијалног Царства и успон САД, Јапана и Немачке узроковали пад УК са самог економског врха али се још увек налази међу седам економски најзначајнијих земаља света (чланица Г7).
У УК се само 1,9% становништва бави примарним делатностима, 23,4% секундарним и око 70% терцијарним. Око 70% пољопривредне производње отпада на сточарство, а превладавају поседи у власништву велепоседника (енгл. Landlords). Што су у доба индустријске револуције за УК значила налазишта угља и гвожђа то су данас налазишта нафте и природног гаса у Северном мору. Док остале европске земље те основне сировине морају куповати, УК их има и за своје потребе и за извоз. Индустријска производња је високоразвијена, од традиционалних индустријских грана задржана је производња челика, а производе се транспортна средства, аутомобили, авиони, возови, електроника, фармацеутски производи, телекомуникациона опрема. Иако је индустријска револуција почела текстилним погонима, због конкурентских земаља са јефтинијом радном снагом производња одеће се ограничила на висококвалитетне и производе високе моде.

## Становништво
Први становници острва били су Келти које потискују Римљани у време цара Клаудија. Након пада Западног римског царства на острво досељавају германска племена Англи, Саси и Јити. Ирско становништво је претежно келтског порекла. Данашње становништво Велике Британије настало је дуготрајним мешањем староседелаца и досељеника.
Током историје, из УК се до Другог светског рата исељавало јако много људи што је и погодовало ширењу енглеског језика. Енглеским језиком се служе стотине милиона становника Земље, а службени језик је и у САД, Аустралији, Канади и Индији. Исељавању су погодовали бројни чиниоци: повећање становништва и аграрне густине, верски сукоби, плодна земља у колонијама итд.

У 19. веку услед Прве индустријске револуције почињу миграције из села у град због потребе за радном снагом у индустрији. Истовремено са исељавањем Енглеза и Шкота до 20. веку у УК досељавају Ирци због лоше економске ситуације у матичној земљи. У 20. веку у Краљевство усељавају становници заједнице Комонвелта и многи Африканци, Пакистанци, Вијетнамци, Кинези, Пољаци и други.
У Уједињеном Краљевству живи 63.181.775 становника, а просечна густина насељености је 255,6 становника на km². Ипак постоје велике регионалне разлике, тако је нпр. густина насељености у Енглеској пет пута већа него у Шкотској.
Између 2001. и 2011. популација се годишње повећавала за око 0,7%. Попис 2011. је такође показао да је у протеклих 100 година проценат популације од 0 до 14 година пао са 31% на 18%, а проценат људи година 65 и више порастао са 5% на 16%. 2018. године, просечан грађанин Уједињеног Краљевства био је стар 41,7 година.
Популација Енглеске 2011. године била је око 53 милиона, Што представља око 84% популације УК. То је и један од најгушће насељених делова света, са 420 становника по километру квадратном. Становништво је углавном сконцентрисано у Лондону и на југоистоку. Према попису из 2011. у Шкотској је живело 5,3 млн. становника, у Велсу 3,06 млн. и у Северној Ирској 1,81 млн.
Према подацима из 2017, стопа плодности је износила 1,74, што је испод рекордног нивоа 6,02 1815.

## Саобраћај
У Уједињеном Краљевству постоји 392.000 km потпуно асфалтираних путева. Од тога 46.903 km путева је од регионалне и државне важности, а ауто-путеви покривају 3.497 km. Путна мрежа је нарочито развијена у густо насељеним подручјима у средњој у јужној Енглеској, посебно на ширем подручју Лондона, где је изразито радијална. Загушеност путева је озбиљан саобраћајни проблем, а према британском министарству промета тај проблем би до 2025. државу могао стајати 22 милијарде фунти ако се не реши. Проблем је толико изражен да британска влада сматра како би могао озбиљно наштетити привреди, ако се не реши тарифама и развојем јавног превоза.
.
Што се тиче железничког саобраћаја, постоји 16.116 km жељезничких пруга, од чега је 5176 km електрифицирано. Размак међу шинама је 1435 mm (нормални колосек). Железничке пруге, станице и инфраструктура у власништву су предузећа Националне железнице. Путнички саобраћај обавља 25 превозних предузећа, а теретни пет предузећа која плаћају Националним железницама за употребу мреже. Приватно британско-француско друштво изградило је 1987-1994. 50,5 km дугачак тунел Кокел-Фокстон (Евротунел) испод Ламанша. Кроз њега возе и возови за превоз аутомобила и брзи возови Евростар између Лондона, Париза и Брисела.
Лондон има највећу и најстарију подземну железницу на свету. Почела је с радом 1863, има 394 km пруга и сваки дан превезе 2,7 милиона путника. Осим у Лондону, подземне железнице постоје у Глазгову и агломерацији Тајн и Вир.
У Уједињеном Краљевству постоји 57 аеродрома с редовним ваздушним саобраћајем. Највећи су међународни аеродроми Хитроу код Лондона (70 мил. путника; трећи најпрометнији аеродром на свету 2012), Лондон Гетвик (34,2 мил. путника), Манчестер (19,7 мил)). Највећа ваздухопловна компанија је Бритиш ервејз, која се убраја међу највеће на свету.

## Култура

### Књижевност
Британска књижевност обухвата два дела повезана са Уједињеним Краљевством, острвом Мен и Каналским острвима. Највећи део британске књижевности је написан на енглеском језику.
Енглески писац и песник Вилијам Шекспир се често помиње као најбољи писац драма на свету. Његови савременици Кристофер Марлоу и Бен Џонсон су такође цењени. Савременији писци драма Алан Ејборн, Харолд Пинтер, Мајкл Фрејн, Том Стопард и Дејвид Едгар су комбиновали елементе надреализма, реализма и радикализма.
Значајни енглески писци из средњег и раног новог века су Џефри Чосер, Томас Малори, Томас Мор, Џон Бањан и Џон Милтон. У 18. веку Данијел Дефо (писац Робинзона Крусоа) и Самјуел Ричардсон су били пионири модерног романа. Њих су у 19. веку пратиле даље иновације Џејн Остин, готичке списатељке Мери Шели, писца за децу Луиса Керола, сестара Шарлота, Емили и Ана Бронте, друштвеног активисте Чарлса Дикенса, натуралисте Томаса Хардија, реалисткиње Џорџ Елиот, визионарског песника Вилијама Блејка и романтичарског песника Вилијама Вордсворта. Енглески писци из 20. века су писац научно-фантастичних романа Херберт Џорџ Велс; писци дечјих класика Радјард Киплинг, Александар Милн (творац Винија Пуа), Роалд Дал и Енид Блајтон; контроверзни Д. Х. Лоренс; модернисткиња Вирџинија Вулф; сатиричар Ивлин Во; пророчки романописац Џорџ Орвел; популарни романописци Самерсет Мом и Грејам Грин; писац криминалистичких романа Агата Кристи (најпродаванији писац свих времена); Ијан Флеминг (творац Џејмса Бонда); песници Т. С. Елиот, Филип Ларкин и Тед Хјуз; писци фантастике Џ. Р. Р. Толкин, К. С. Луис и Џ. К. Роулинг и писац графичких романа Алан Мур.
Шкотски доприноси обухватају писца криминалистичких романа Артура Конана Дојла (творца Шерлока Холмса), романтичарског књижевника Волтера Скота, дечјег писца Џејмса Метјуа Барија, писца епских авантура Роберта Луиса Стивенсона и песника Роберта Бернса. Савременији модернисти и националисти Хју Макдијармид и Нил М. Ган су допринели Шкотској ренесанси. Суморније перспективе се могу наћи у причама Ијана Ранкина и психолошким хорор-комедијама Иена Бенкса.
Британска најстарија поема, Y Gododdin, је написана на Yr Hen Ogledd (Старом Северу), вероватно крајем 6. века. Написана је на камбријском или старовелшком и садржи најраније познате референце на краља Артура. Од око 7. века веза између Велса и Старог Севера је изгубљена и фокус културе на велшком језику се преместила на Велс, где је артуровску легенду даље развио Џефри од Монмута. Најславнији велшки средњовековни песник Давид ап Гвилим, је писао песме о природи, религији и нарочито о љубави. Сматра се највећим европским песником свог времена. Све до краја 19. века већина велшке књижевности је била на велшком и већина прозе је било религиозног карактера. Данијелу Овену иду заслуге за Рис Луис, први роман велшком објављен 1885. Најпознатији англо-велшки песници су Дилан Томас и Р. С. Томас. Најважнији велшки писци у романа су били Ричард Левелин и Кејт Робертс.
Писци из других држава, посебно земаља Комонвелта, Републике Ирске и САД, су живели и радили у Уједињеном Краљевству. Значајнији примери кроз векове су били Џонатан Свифт, Оскар Вајлд, Брам Стокер, Џорџ Бернард Шо, Џозеф Конрад, Т. С. Елиот, Езра Паунд и савремени британски писци рођени у иностранству као што су Казу Ишигуро и Салман Ружди.

### Музика
У Уједињеном Краљевству су популарни различити стилови музике, од традиционалне музике Енглеске, Велса, Шкотске и Северне Ирске, до хеви метала. Међу најугледнијим композиторима класичне музике из Уједињеног Краљевства и земаља које су јој претходиле налазе се Вилијам Берд, Хенри Персел, Едвард Елгар, Густав Холст, Артур Саливан (најпознатији по раду са либретистом Вилијамом Швенком Гилбертом), Ралф Воам Вилијамс и Бенџамин Бритн, пионир модерне британске опере. Уједињено Краљевство је такође дом светски познатих симфонијских оркестара и хорова као што су Би-Би-Си симфонијски оркестар и Симфонијски хор Лондона. Неки од познатијих диригената су Сајмон Ратл, Џон Барбироли и Малком Сарџент. Међу познатијим филмским композиторима налазе се Џон Бари, Клинт Мансел, Мајк Олдфилд, Џон Пауел, Крејг Армстронг, Дејвид Арнолд, Џон Мерфи, Монти Норман и Хари Грегсон-Вилијамс. Георг Фридрих Хендл је постао натурализовани британски држављанин и написао је британску химну крунисања, док су неки од његових најбољих радова, као што је Месија, написани на енглеском језику. Ендру Лојд Вебер је значајни композитор музичког позоришта. Његова дела доминирају лондонским Вест Ендом од друге половине 20. века, а такође су комерцијално успешна широм света.
Битлси су широм света продали преко милијарду својих плоча, а такође су најуспешнији и најутицајнији бенд у историји популарне музике. Други истакнути британски аутори који су утицали на популарну музику у последњих 50 година укључују Ролингстонсе, Пинк Флојд, Квин, Лед Зепелин, Би Џиз и Елтона Џона, који су сви продали преко 200 милиона копија својих дела широм света. Награде БРИТ су годишње музичке награде и неки од њихових добитника су Ху, Дејвид Боуи, Ерик Клептон, Род Стјуарт и Полис. Још неки британски музичари који су постигли међународни успех су Колдплеј, Рејдиохед, Оејзис, Арктик манкиз, Спајс герлс, Роби Вилијамс, Ејми Вајнхаус и Адел.
Бројни британски градови су познати по својој музици. Дела из Ливерпула су имала 54 хит синглова број један, што је више по глави становника у односу на све остале светске градове. Допринос Глазгова музици је препознат 2008. године, када је именован Унесковим градом музике, што га је учинило трећим градом на свету који је понео ово признање.
До 2016. године, поп је остао најпопуларнији музички жанр у Уједињеном Краљевству са продајом од 33,4%, а прате га хип-хоп и ритам и блуз са уделом у продаји од 24,5%. Рок није далеко, са продајом од 22,6%. Познато је да савремено Уједињено Краљевство производи и неке од најистакнутијих светских репера заједно са Сједињеним Државама, као што су Стормзи, Кано, Јанг Бејн, Рамз и Скепта. Велики пораст броја слушалаца хип-хопа и ритма и блуза у последње три године често се објашњава лакшим приступом жанру због већег коришћења стриминг платформа, као што су Спотифај и Саундклауд, у којима су хип-хоп и ритам и блуз најпопуларнији жанрови, а посебно међу млађим генерацијама. Неки од популарних извођача ових врста музике су АСАП Роки, Лил Узи Верт, Ченс Репер, Лил Скајс, Викнд, Бијонсе, Џанел Моне и СЗА.

### Спорт
Многи спортови, укључујући фудбал, тенис, рагби јунион, рагби лигу, голф, бокс, нетбол, веслање и крикет, су настали или су суштински развијени у Уједињеном Краљевству и државама које су јој претходиле. Правила и кодекси многих савремених спортова измишљена су и кодифицирана крајем 19. века у Викторијанској Британији, а 2012. године, председник МОК-а, Жак Рог, изјавио је: „Ова сјајна, спортско омиљена земља надалеко је препозната као родно место модерног спорта. Управо су овде појмови спортског управљања и фер плеја кодификовани у јасна правила и прописе. Овде је спорт укључен као образовно средство у школски програм.”
На већини међународних такмичења одвојене екипе представљају Енглеску, Шкотску и Велс. Северна Ирска и Република Ирска обично оформе један тим који представља целу Ирску, са изузетком код фудбала и Игара Комонвелта. У спортским такмичењима, енглески, шкотски, велшки и ирски / северноирски тимови често се називају домаћим нацијама. Постоје спортови у којима један тим представља целокупно Уједињено Краљевство, укључујући Олимпијске игре, где државу представља тим Велике Британије. Летње олимпијске игре 1908, 1948. и 2012. године одржане су у Лондону, што га је учинило првим градом који је био домаћин три пута. Британија је до сада учествовала на свим модерним олимпијским играма и трећа је по укупном броју освојених медаља.
Анкета из 2003. утврдила је да је фудбал најпопуларнији спорт у Уједињеном Краљевству. Енглеску је ФИФА препознала као родно место клупског фудбала, а фудбалски савез као најстарији те врсте, док је правила фудбала први пут усвојио 1863. године Ебенезер Коб Морли. Свака од домаћих нација има свој фудбалски савез, национални тим и систем лига. Енглеска највиша дивизија, Премијер лига, је најгледанија фудбалска лига на свету. Прву међународну фудбалску утакмицу су одиграли Енглеска и Шкотска 30. новембра 1872. године. Енглеска, Шкотска, Велс и Северна Ирска обично се такмиче као одвојене земље на међународним такмичењима.
2003. године, рагби јунион је рангиран као други најпопуларнији спорт у Уједињеном Краљевству. Спорт је настао у Рагби школи у Ворвикширу, а прва рагби међународна утакмица се одиграла 27. марта 1871. између Енглеске и Шкотске. Енглеска, Шкотска, Велс, Ирска, Француска и Италија такмиче се у Купу шест нација, премијерном међународном турнир на северној хемисфери. Органи управљања спортом у Енглеској, Шкотској, Велсу и Ирској одвојено организују и регулишу игру. Сваке четири године Енглеска, Ирска, Шкотска и Велс чине комбиновани тим који је тренутно познат под називом Британски и ирски лавови.
Крикет је измишљен у Енглеској, а његове законе је установио Мерилебоне Крикет Клуб 1788. године. Крикет репрезентација Енглеске, коју контролише Одбор за крикет Енглеске и Велса и репрезентација Ирске, који контролише Крикет Ирска, су једине националне екипе у Уједињеном Краљевству са статусом теста. Тим се састоје углавном од играча из мањих места и укључује енглеске и велшке играче. Крикет се разликује од фудбала и рагбија, где Велс и Енглеска имају одвојене националне тимове, мада је Велс у прошлости имао свој тим. Ирски и шкотски играчи играју за Енглеску, зато што ни Шкотска ни Ирска немају статус теста и тек су недавно почели да играју у Једнодневном интернационалу. Шкотска, Енглеска (и Велс) и Ирска (укључујући Северну Ирску) такмичили су се на Светском купу у крикету, а Енглеска је победила на турниру 2019. године. Постоји професионално првенство лиге у коме се такмиче клубови који представљају 17 енглеских грофовија и 1 велшки округ.
Савремена игра тениса настала је у Бирмингему, у Енглеској, 1860-их, пре него што се проширила светом. Најстарији тениски турнир на свету, Вимблдонски турнир, први пут се одиграо 1877. године, а данас се догађај одржава током две недеље крајем јуна и почетком јула.
Чистокрвно коњарсвто, које је настало под краљем Чарлсом II као „спорт краљева”, популарно је у Уједињеном Краљевству са светски познатим тркама, укључујући Гранд Национал, Епсом Дерби, Ројал Аскот и Челтнамски фестивал. Уједињено Краљевство се показало успешном у међународној спортској арени у веслању.
Уједињено Краљевство је уско повезано са мото-спортом. Многи тимови и возачи Формуле 1 (Ф1) налазе се у Великој Британији, а земља је освојила више титула возача и конструктора него било која друга. Уједињено Краљевство је било домаћин прве Ф1 Гранд Прија 1950. године у Силверстоуну, тренутној локацији Велике награде Британије која се сваке године одржава у јулу. Велика Британија је угостила многе Гранд При мотоциклистичке трке, Светске шампионате у релију и ФИА Светска првенства у издржљивости. Најважнији национални ауто-тркачки догађај је Британско првенство у туристичким аутомобилима. Мотоциклистичке трке имају дугу традицију са тркама као што су Острво Мен ТТ и Северозапад 200.
Голф је шести најпопуларнији спорт, по учешћу у Уједињеном Краљевству. Иако је Краљевски и древни голф клуб Сент Ендруз у Шкотској дом овог спорта, најстарије голф игралиште у свету је заправо Голф терен Маселборо Линкс. 1764. године у Сент Ендрузу је створено стандардно игралиште за голф са 18 рупа када су чланови модификовали терен са 22 на 18 рупа. Најстарији голф турнир на свету и прво велико првенство у голфу, Отворено првенство, одржава се сваког викенда трећег петка у јулу.
Рагби лига је настала у Хадерсфилду у Западном Јоркширу 1895. године и углавном се игра у Северној Енглеској. Самостални тим „Велика Британија Лавови” такмичио се у утакмицама Светског купа у рагби лиги и тестовима, али то се променило 2008. године када су се Енглеска, Шкотска и Ирска почеле да се такмиче као одвојене нације. Велика Британија је још увек задржана као комплетна репрезентација. Супер лига је највиши ниво професионалне рагби лиге у Уједињеном Краљевству и Европи. Састоји се од 11 тимова из Северне Енглеске и по једним тимом из Лондона, Велса и Француске.
„Правила Квинсберија”, код општих правила у боксу, названа су по Џону Дагласу, 9. маркизу Квинсберија 1867. године и чине основу модерног бокса. Снукер је још један од британског популарног спортског извоза, са светским првенствима која се годишње одржавају у Шефилду. У Северној Ирској, ирски фудбал и харлинг су популарни тимски спортови у погледу учешћа и гледања, а ирски емигранти у Уједињеном Краљевству и Сједињеним Државама их такође играју. Шинти је популаран у шкотском горју. Хајленд игре се одржавају у пролеће и лето у Шкотској, славећи шкотску и келтску културу и наслеђе, посебно шкотске планине.